# Мужская сборная Кении по софтболу
Мужская национальная сборная Кении по софтболу — представляет Кению на международных софтбольных соревнованиях. Управляющей организацией является Федерация софтбола Кении (англ. Softball Federation of Kenya).